# 螟蛾科
螟蛾科（學名：Pyralidae）是鱗翅目螟蛾總科下的一科。在不少較舊的分類，草螟科被視為本科的一個亞科，使螟蛾科成為了鱗翅目最大的一個科。自Munroe & Solis, in Kristensen (1999)開始，草螟科被視為獨立一個科，但仍保留在螟蛾總科之下。即使如此，本科依然是一個高度多樣化的科，包含有超過六千個不同物種，遍佈全世界。單單是美洲墨西哥以北的地域，就有超過600種不同物種；而在美國北達科他州，更有多達42個不同物種，分屬多個不同的亞科。
對於本科的小型及中型物種，其翼展介乎9至37 mm之間，視乎各物種的形態學特徵差異。

## 下級分類
本科成員尚可再細分為下列五個亞科之一：
- Chrysauginae（英语：Chrysauginae）
- Epipaschiinae（英语：Epipaschiinae）
- Galleriinae（英语：Galleriinae）
- Phycitinae（英语：Phycitinae）
- 螟蛾亞科（英语：Pyralinae） Pyralinae

包括下列各屬：

## 外部連結
- 维基共享资源上的相關多媒體資源：螟蛾科
- 維基物種上的相關：螟蛾科